# Історія Монголії
Монголія — країна, що належить до великого регіону Азії під назвою Великий Степ.

## Доісторичний період
Дослідження засвідчують, що перші люди жили на території Монголії близько 850 тисяч років тому.
В період неоліту та бронзового віку територію сучасної Монголії заселили племена, що вели кочовий спосіб життя. З 3 тис. до н. е. і аж до 3-2 ст. до н. е. в західній частині Монголії за археологічними даними жили люди європеоїдного антропологічного типу. Тут послідовно змінювали одна одну такі археологічні культури як афанасьєвська (бл. 3000-1500 рр. до н. е.), андронівська (бл. 1500—1300 рр. до н. е.), карасукська (бл. 1300—800 рр. до н. е.), пазирицька (бл. 6-3 ст. до н. е.) та улангомська (бл. 5-3 ст. до н. е.). Останні дві безпосередньо пов'язуються з таким народом як саки. У той же час центральну та східну частину сучасної Монголії населяли племена монголоїдного антропологічного типу. Саме їм належить археологічна культура плитових могил (бл. 1300—300 рр. до н. е.). Як вважають дослідники, цю культуру створили предки кочового народу хунну.

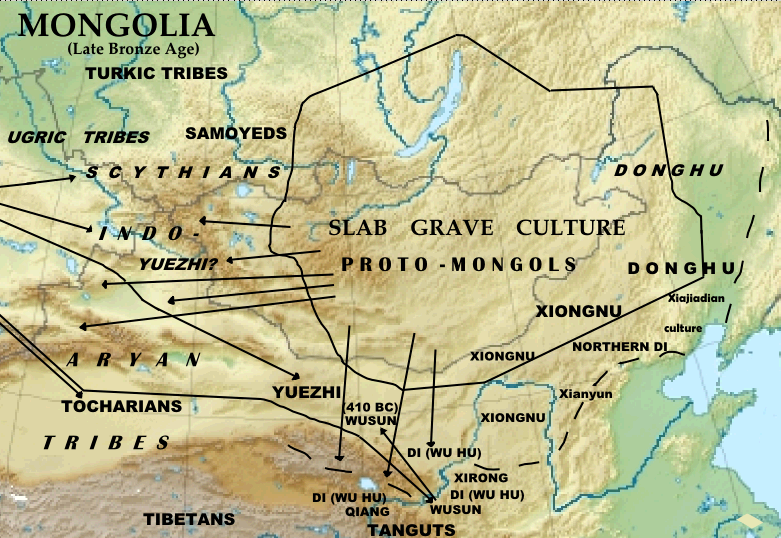
Поширення культури плитових могил

Перші писемні згадки про людей на території сучасної Монголії знайдені у китайській літературі 2-го ст. до н. е. За стародавніми китайськими джерелами, приблизно в 5—4 ст. до н. е. тут існувала імперія кочовиків Гсинг-ню, розмовляли вони, як вірять, палео-азійською мовою.
Відголоски тієї мови прослідковуються у місцевих діалектах на території Сибіру, в долині річки Єнісей. Після тривалої війни з китайцями, та громадянської війни, ця імперія врешті самозруйнувалася. Деякі південні племена Гсинг-ню увійшли до складу Китайської імперії, де й були асимільовані.
Деякі північні племена мігрували на захід, до Європи.
За відсутністю археологічних та історичних доказів, що сучасні монголи прийшли на місце людей Гсинг-ню, можна припустити, що монголи (монголомовні племена), скоріш за все, були частиною старої імперії.

## Рання історія
Наприкінці 3 ст. до н. е. хунну згідно китайських історичних джерел створили на території сучасної Монголії та суміжних земель свою державу. Вона розширювалася шляхом завойовницьких воєн. Довгий час хунну воювали з Китайською імперією Хань, але урешті-решт зазнали від неї поразки та визнали себе її васалами. У 1-2 ст. н. е. хунну витіснили з території Монголії племена сяньбі. Їм на зміну прийшов Жужанський каганат. Тюрки розгромили жужанів та приєднали територію Монголії до своєї держави (6-7 ст.).

## Середньовіччя
603 р. на території Монголії утворився Східно-тюркський каганат, що відокремився від Західного. Однак він не мав сил протистояти Китаю Тан і 630 р. був приєднаний до нього як північна провінція. Проте у 679—682 рр. тюрки повстали і відновили свою незалежність. У 745—840 рр. на території Монголії існувала держава Уйгурський каганат. Її знищили єнісейські киргизи. Пізніше територію сучасної Монголії підкорили кидані.

Розвиток і розпад Монгольської імперії.

На початку 13 ст. монгольські племена були об'єднані під владою Темуджина, який у 1206 році отримав ім'я великого хана — Чингісхана.
В результаті завоювань Чингісхана та його наступників, під владу монгольської імперії підпали великі території Русі, Середньої Азії, Закавказзя, Китаю.
Чингісхан помер y 1227 році.
У 14 ст. прийшов занепад монгольської імперії.
У 17 ст. Монголію захопили хани Маньчжурії (сучасного північного Китаю), країна була поділена на дві частини з назвами Монголія Внутрішня (південна) і Монголія Зовнішня (північна).

## Монголія в складіімперії Цін
1691 р. територія сучасної Монголії була приєднана до манчжурсько-китайської держави імперія Цін. Вона мала назву Зовнішня Монголія або Халха. В складі імперії вона зберегла деяку автономію у внутрішніх питаннях, які вирішували місцеві хани, хоча країною керував цінський намісник. Манчжури бачили, що монголи схильні до повстань, тому проводили вмілу політику за принципом «розділяй та владарюй».
За цінськими обрахунками, населення Монголії наприкінці 19 ст. складало 2 млн осіб. Воно ділилось на такі верстви: хани — бл. 8 % населення, котрі володіли половиною 20-мільйонного поголів'я худоби, арати — бл. 90 % — робітники — пастухи, які володіли рештою худоби та духовенство — ламаїстська церква.
З кінця 19 ст. Монголія стала об'єктом зацікавлення та експансіоністської політики великих держав, зокрема таких, як Російська імперія та Японія. Росія добилася від китайської влади відкриття свого консульства в Урзі та представництв російських торгівельних фірм.

## XX століття
Коли почалася китайська революція, після 1911 року, зміни зачепили й Монголію. Після падіння влади китайської династії Цінь, незалежна феодальна монархія прийшла до влади у Монголії. 1 грудня 1911 р. богдо-геген Джебзун-Дамба проголосив Зовнішню Монголію незалежною державою. Цінські адміністративні чиновники евакуювались до Китаю. Джебзун-Дамба був проголошений великим ханом Монголії (1911—1924). Проте жодна іноземна держава не наважилася визнати незалежність Монголії, хоча в частини монголів були сподівання на царську Росію. Врешті-решт 7 червня 1915 р. Росія та Китай підписали угоду в м.Кяхта, за якою Зовнішня Монголія визнавалася автономною країною в складі Китаю. Китайські чиновники, але без військ змогли повернутись до Монголії. Монголи, які вже 4 роки як були фактично незалежні, створили свій уряд та збройні сили, змушені були піти на виконання цієї угоди.
Скориставшись більшовицьким переворотом 1917 р. в Росії та наступною громадянською війною та розвалом Російської імперії, Китай у березні 1918 ввів свої війська в Зовнішню Монголію, а 1919 взагалі скасував монгольську автономію. 1920 р. більшовики в російському Сибіру перемогли війська російських білих. Частина білогвардійців на чолі з генералом Унгерном відступили на монгольську територію. Унгерн вирішив підтримати боротьбу монголів за незалежність від Китаю і таким чином забезпечити собі майбутнє. В лютому 1921 він звільнив від китайських військ Ургу та відновив владу богдо-гегена. Але фактичним правителем Монголії став саме Унгерн. Правління білогвардійців у Монголії не подобалось владі Радянської Росії, тому пробільшовицька опозиція урядові, на чолі з Сухе-Батором організована в Кяхті, скинула правління білогвардійців за допомогою військ Червоної армії 1921 року. 6 липня вони зайняли Ургу, де 11 липня 1921 р. проголосили незалежність Монголії. Москва негайно визнала незалежність нової держави та встановила з нею дипломатичні відносини.
Уряд Сухе-Батора формально залишив при владі богдо-гегена, тобто Монголія залишилась монархією. Проте влада сконцентрувалась в руках прокомуністичних революціонерів, які повністю орієнтувались на Москву. Війська СРСР також залишились в країні. Китай не визнав незалежність Монголії, але нічого й не робив, щоб повернути її собі.
26 листопада 1924 року Монголія офіційно проголосила себе Монгольською Народною Республікою.

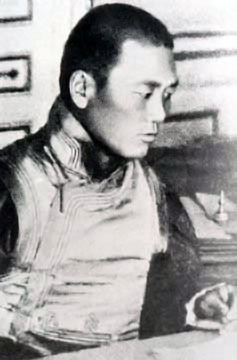
Сухе-Батор

1939 року Імперська армія Японії напала на північно-східну частину Внутрішньої Монголії, у районі річки Халхін-Гол, але після запеклих боїв була відкинута військами Радянського Союзу та Монголії.
Монгольська армія брала участь у військовій наступальній операції проти японських окупаційних сил на території Внутрішньої Монголії у серпні 1945 року.
Китайська влада, під загрозою монгольської окупації, після проведення референдуму 20 жовтня 1945 року, визнала повну незалежність Зовнішньої Монголії. Монголія Внутрішня сьогодні є автономним районом Китайської Народної Республіки.
Після заснування Китайської Народної Республіки, обидві країни визнали суверенітет одна одної 6 жовтня 1949 року.
Від 1961 року Монголія є членом ООН.
До 1990 року у Монголії існувала однопартійна комуністична система керівництва країною, що утримувалась завдяки фінансовій та військовій підтримці СРСР.
У травні 1990 року, після народних про-демократичних демонстрацій, монгольська комуністична партія втратила свою монополію на владу в країні. У липні 1990 року були проведені всенародні вибори і до керівництва країною прийшла демократична партія, а, потім, і багатопартійна коаліція. Нова конституція прийнята 1992 року, назва «Народна Республіка» була відкинута, Монголія стала республікою з парламентським керівництвом та президентом, що обирається на всенародних виборах.